# كارمين بارا
كارمين بارا (بالإسبانية: Carmen Parra)‏ هي رسامة مكسيكية، ولدت في 1944 في مدينة مكسيكو في المكسيك.